# 圣日耳曼-德克莱尔弗耶
圣日耳曼-德克莱尔弗耶（法語：Saint-Germain-de-Clairefeuille，法語發音：[sɛ̃ ʒɛʁmɛ̃ də klɛʁfœj] ⓘ）是法国奥恩省的一个市镇，属于阿让唐区。该市镇总面积12.31平方公里，2009年时的人口为161人。

## 人口
圣日耳曼-德克莱尔弗耶人口变化图示